# Боаси Можис
Боаси Можис (фр. Boissy-Maugis) насеље је и општина у северној Француској у региону Доња Нормандија, у департману Орн која припада префектури Мортањ о Перш.
По подацима из 2011. године у општини је живело 367 становника, а густина насељености је износила 16,35 становника/km². Општина се простире на површини од 22,44 km². Налази се на средњој надморској висини од 304 метара (максималној 249 m, а минималној 122 m).

## Демографија
| 1962. | 1968. | 1975. | 1982. | 1990. | 1999. | 2011. |
| ----- | ----- | ----- | ----- | ----- | ----- | ----- |
| 361   | 416   | 387   | 380   | 351   | 374   | 367   |

График промене броја становника у току последњих година